# Koenigsegg CC850
La Koenigsegg CC850 est une supercar produite à 70 exemplaires par le constructeur automobile suédois Koenigsegg dévoilée en août 2022.

## Présentation

Koenigsegg CC850.

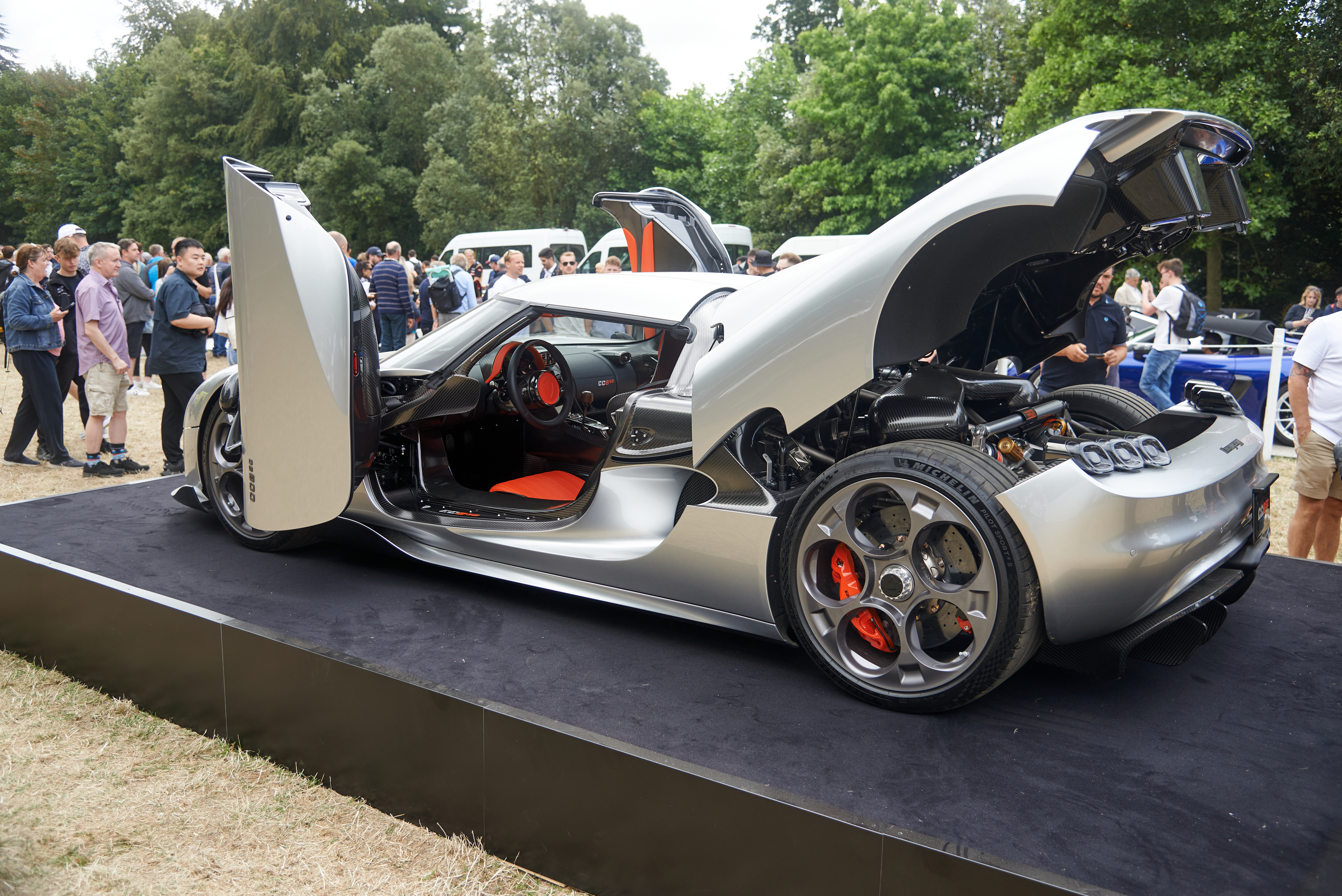
Koenigsegg CC850.

La CC850 est dévoilée en août 2022 lors du Pebble Beach Concours d'Elegance. Il s'agit d'une réinterprétation de la Koenigsegg CC8S, lancée il y a vingt ans. 
Le nombre "50" signifie que la voiture devait être produite en autant d'exemplaires . Toutefois, à la suite de la demande de la clientèle, le constructeur suédois en produira 70.

## Motorisation
La CC850 embarque le même moteur V8 biturbo de 5,0 litres que la Jesko.    